# Ménerbes
Ménerbes település Franciaországban, Vaucluse megyében. Lakosainak száma 967 fő (2022. január 1.). Ménerbes Beaumettes, Cheval-Blanc, Gordes, Goult, Lacoste, Mérindol, Oppède és Puget községekkel határos.

## Népesség
A település népességének változása:
| Lakosok száma | 1005 | 995  | 1009 | 990  | 1000 | 1002 | 992  | 979  | 967  |
|               | 2013 | 2015 | 2016 | 2017 | 2018 | 2019 | 2020 | 2021 | 2022 |